# NAG (azienda)
La NAG (per Neue Automobil-Gesellschaft e dal 1915 Nationale Automobil-Gesellschaft) è stata un'azienda tedesca produttrice di automobili.

## Storia
Fu costituita nel 1902 a Berlino dall'imprenditore Emil Rathenau, già fondatore della società AEG, con l'acquisizione della carrozzeria berlinese Kühlstein Wagenbau.
Alla direzione tecnica fu posto l'ingegnere Joseph Vollmer.
Già nel 1908, tuttavia, la AEG si ritirò dal settore della produzione di automobili e la NAG divenne indipendente.
Tra il 1931 e 1935, la società è stata gradualmente rilevata dalla tedesca Büssing.

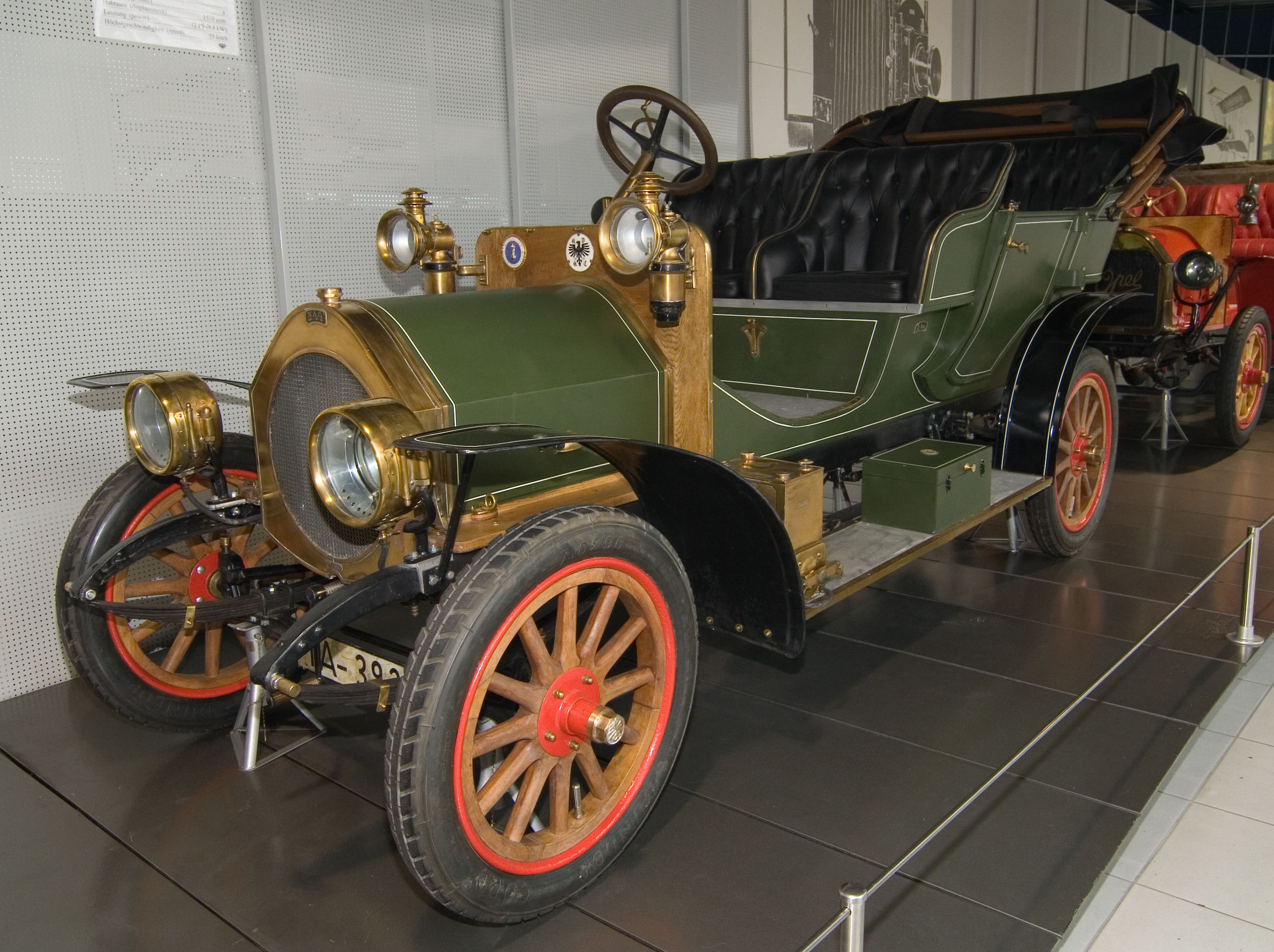
Una NAG del 1908

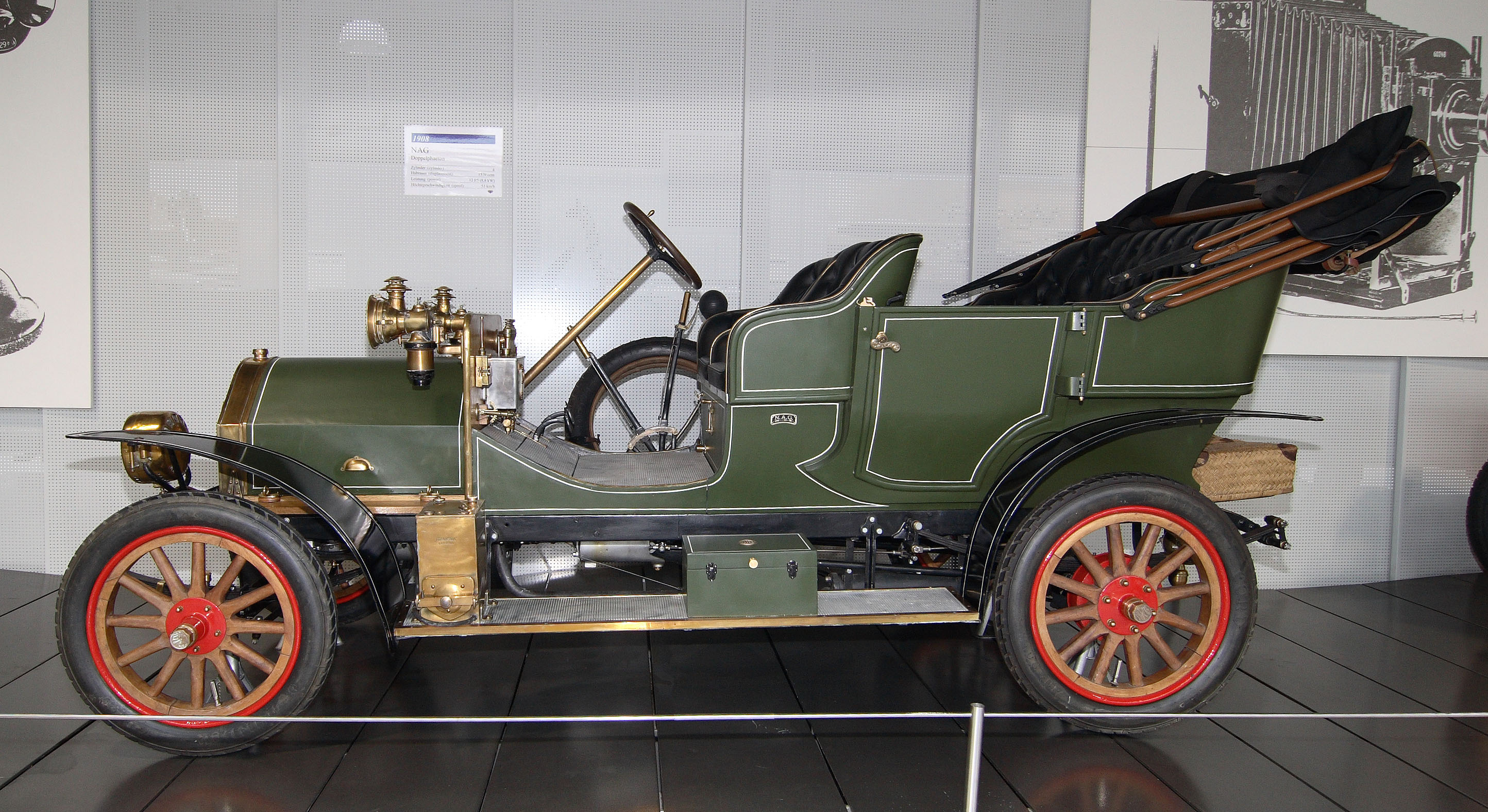
Una NAG del 1908, vista laterale